# Saint-Lubin-en-Vergonnois
Saint-Lubin-en-Vergonnois és un municipi francès, situat al departament del Loir i Cher i a la regió de Centre – Vall del Loira. L'any 2007 tenia 692 habitants.

## Demografia

### Població
El 2007 la població de fet de Saint-Lubin-en-Vergonnois era de 692 persones. Hi havia 290 famílies, de les quals 64 eren unipersonals (24 homes vivint sols i 40 dones vivint soles), 113 parelles sense fills, 101 parelles amb fills i 12 famílies monoparentals amb fills.
La població ha evolucionat segons el següent gràfic:
Habitants censats

### Habitatges
El 2007 hi havia 311 habitatges, 290 eren l'habitatge principal de la família, 8 eren segones residències i 13 estaven desocupats. 300 eren cases i 11 eren apartaments. Dels 290 habitatges principals, 256 estaven ocupats pels seus propietaris, 30 estaven llogats i ocupats pels llogaters i 3 estaven cedits a títol gratuït; 6 tenien dues cambres, 42 en tenien tres, 45 en tenien quatre i 196 en tenien cinc o més. 251 habitatges disposaven pel capbaix d'una plaça de pàrquing. A 89 habitatges hi havia un automòbil i a 189 n'hi havia dos o més.

### Piràmide de població
La piràmide de població per edats i sexe el 2009 era:
| Homes | Edats   | Dones |
| ----- | ------- | ----- |
| 0     | 95 o +  | 0     |
| 4     | 90 a 94 | 0     |
| 0     | 85 a 89 | 8     |
| 0     | 80 a 84 | 8     |
| 20    | 75 a 79 | 16    |
| 12    | 70 a 74 | 12    |
| 20    | 65 a 69 | 20    |
| 12    | 60 a 64 | 8     |
| 16    | 55 a 59 | 12    |
| 28    | 50 a 54 | 32    |
| 40    | 45 a 49 | 36    |
| 48    | 40 a 44 | 40    |
| 24    | 35 a 39 | 28    |
| 24    | 30 a 34 | 28    |
| 8     | 25 a 29 | 4     |
| 16    | 20 a 24 | 8     |
| 24    | 15 a 19 | 36    |
| 32    | 10 a 14 | 28    |
| 20    | 5 a 9   | 8     |
| 8     | 0 a 4   | 16    |

## Economia
El 2007 la població en edat de treballar era de 483 persones, 391 eren actives i 92 eren inactives. De les 391 persones actives 381 estaven ocupades (192 homes i 189 dones) i 10 estaven aturades (3 homes i 7 dones). De les 92 persones inactives 39 estaven jubilades, 37 estaven estudiant i 16 estaven classificades com a «altres inactius».

### Ingressos
El 2009 a Saint-Lubin-en-Vergonnois hi havia 285 unitats fiscals que integraven 716,5 persones, la mediana anual d'ingressos fiscals per persona era de 21.848 €.

### Activitats econòmiques
Dels 11 establiments que hi havia el 2007, 1 era d'una empresa extractiva, 1 d'una empresa alimentària, 1 d'una empresa de fabricació d'altres productes industrials, 1 d'una empresa de construcció, 1 d'una empresa de comerç i reparació d'automòbils, 1 d'una empresa de transport, 1 d'una empresa financera, 1 d'una empresa immobiliària i 3 d'empreses de serveis.
Dels 3 establiments de servei als particulars que hi havia el 2009, 1 era un taller de reparació d'automòbils i de material agrícola, 1 establiment de lloguer de cotxes i 1 paleta.
L'únic establiment comercial que hi havia el 2009 era una fleca.
L'any 2000 a Saint-Lubin-en-Vergonnois hi havia 10 explotacions agrícoles que ocupaven un total de 1.010 hectàrees.

## Equipaments sanitaris i escolars
El 2009 hi havia una escola elemental integrada dins d'un grup escolar amb les comunes properes formant una escola dispersa.

## Poblacions més properes
El següent diagrama mostra les poblacions més properes.